# Szerencsés József
Szerencsés József Ferenc (Budapest, 1934. augusztus 10. – Budapest, 1971. október 22.) magyar fogorvos, kardvívó.

## Életpályája
A Budapesti Orvostudományi Egyetemen fogorvosi diplomát szerzett 1952–1958 között.

### Sportpályafutása
1952–1956 között a Budapest Haladás, 1957–1966 között az Orvosegyetem SC (OSC) vívója és kardvívója volt. 1955-ben egyéniben ifjúsági világbajnok volt. 1955–1963 között megszakításokkal magyar válogatott volt. 1957-ben a világbajnok magyar csapat tagja volt. 1957–1959 között 3-szoros főiskolai világbajnok (1957-ben egyéniben, csapatban, 1959-ben csapatban) volt. 1959-ben a VB 2. 1963-ban a VB 3. helyezett csapat tagja.

## Családja
Szülei Szerencsés Ferenc és Massó Margit voltak. 1957-ben, Budapesten házasságot kötött Szepeshelyi Máriával. Testvére, Szerencsés Rudolf is kiváló vívó volt, majd visszavonulása után versenybíró volt.
A Kispesti temetőben nyugszik.